# Wiligelmo

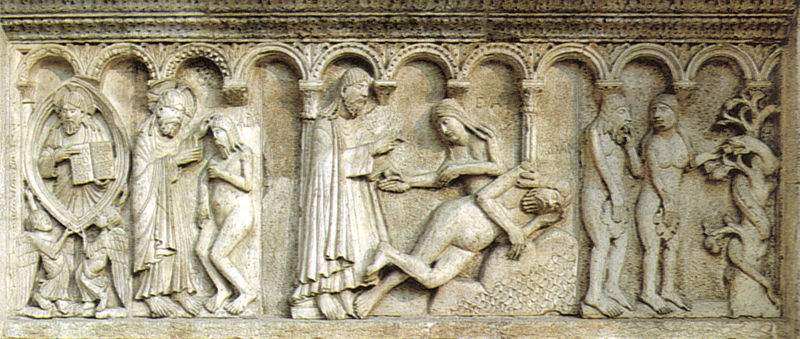
Stworzenie Adama i Ewy, kuszenie – fragment fryzu na fasadzie katedry w Modenie

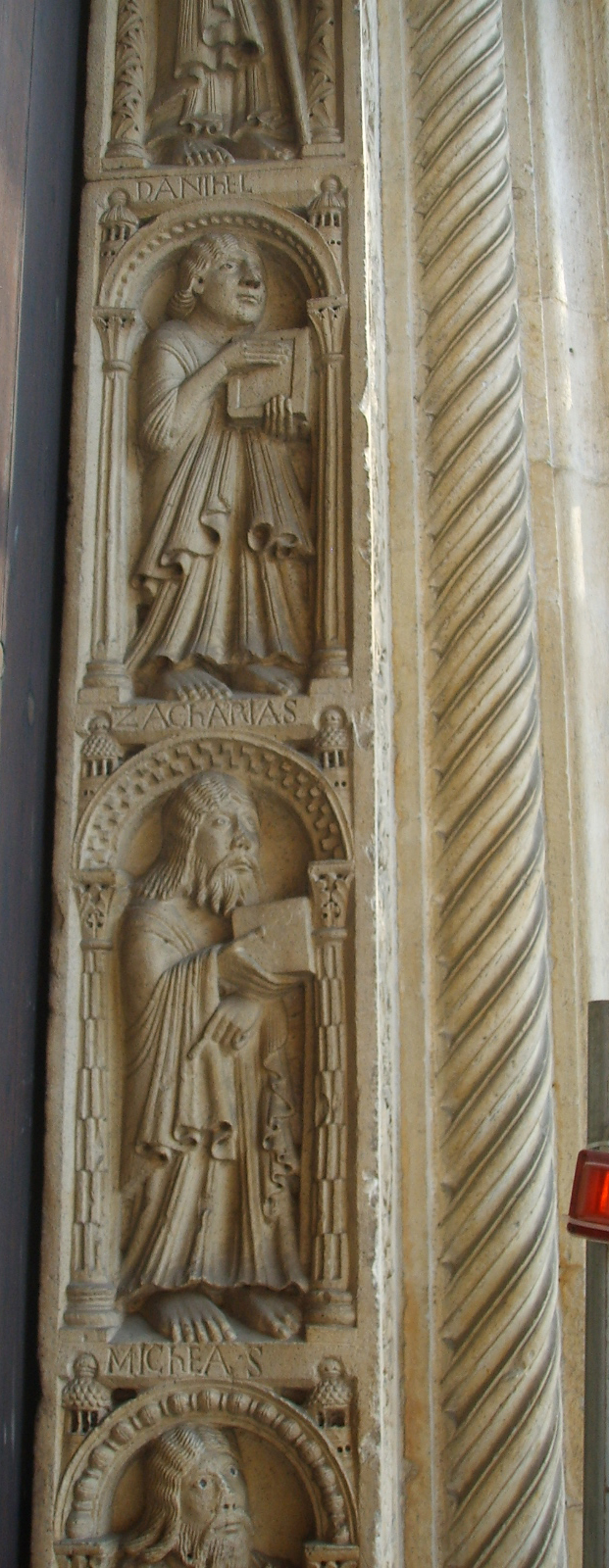
Płaskorzeźby proroków z węgarów portalu

Wiligelmo (albo Wiligelmus, Gulielmo da Modena lub Guglielmo da Modena) – włoski rzeźbiarz  okresu romańskiego, czynny na przełomie XI i XII  wieku.
Jest autorem dekoracji rzeźbiarskiej katedry w Modenie (fryzy i zachodni portal – po 1099), na której fasadzie umieścił następującą inskrypcję: Inter scultores quanto sis dignus onore – claret scultura nunc Wiligelme tua (Między rzeźbiarzami, twoja praca jaśnieje, Wiligelmie. Wielce jesteś warty zaszczytów). 
Być może kształcił się w Apulii, która wraz ze sztuką antyczną była istotnym źródłem inspiracji w jego twórczości. Istnieją także próby powiązania jego rzeźb z innymi środowiskami i wpływami, m.in. aragońskimi, południowoakwitańskimi oraz lokalną XI-wieczną tradycją. Zdaniem Willibalda Sauerländera sztuka Wiligelma ze swoją sztywną powagą należy do nowej południowofrancuskiej sztuki rzeźbiarskiej ze szlaków pielgrzymkowych. Jego rzeźby charakteryzują ciężkie i przysadziste postacie o uwypuklonym aspekcie psychologicznym i szczególnej ekspresji.
Nowatorskim rozwiązaniem, jaki wprowadził Wiligelmo i jego warsztat, były prostokątne płyty z płaskorzeźbami stojących proroków w arkadach, umieszczone w węgarach portalu katedry. W późniejszym okresie forma ta została wykorzystana w zachodnich portalach kościoła Saint-Denis i wielu innych.